# ケリス
ケリス（Kelis、発音/kəˈliːs/、1979年8月21日 - ）は、アメリカ合衆国のR&Bシンガーソングライター。本名はケリス・ジョーンズ（英: Kelis Jones）。

## 来歴
1997年、ケリスはヒップホップグループGravediggazのアルバムThe Pick, the Sickle and the Shovelのトラックである「Fairytalez」でバックグラウンドボーカルを務めた。その後、友人がケリスをネプチューンズ(ファレル・ウィリアムスとチャド・ヒューゴ)に紹介した。彼らは強い絆を築き、彼らのサポートにより、彼女はヴァージン・レコードとレコード契約を結んだ。ケリスによると、ヴァージン・レコードは彼女に、出版の印税はウィリアムズ、ヒューゴ、そして彼女自身に均等に分配するとアドバイスしたという。しかし、ケリスはレーベルでの最初の2枚のアルバムの売り上げからお金を稼ぐことはなかった。ケリスは、ウィリアムズが彼が書いていない彼女の曲でソングライターとしてクレジットされたと述べている。
やがて、1999年にヴァージン・レコードから20歳でデビュー。その後ファレル・ウィリアムズ主宰のスタートラックに在籍し、2枚のアルバムを出したのちに離脱。新たにジャイヴ・レコードと契約を結ぶも、アルバムのセールス不振により、2007年契約を解除された。2009年にウィル・アイ・アムのレーベル、ウィル・アイ・アム・ミュージック・グループと新たに契約を結んだ。
2005年にラッパーのナズと結婚。2009年4月に妥協が出来ない食い違いを理由に、離婚を申請した。彼女はその時に妊娠7ヶ月目だった。同年7月21日に男児を出産、「ナイト」と名づけた。ケリスの出産はナズによるオンラインビデオによって公表された。7月23日にケリスが育児支援として1ヶ月に9万ドルを得ようとしたが、ニューヨーク市裁判所はナズに対してケリスに1ヶ月につき5.5万ドルを支払うように命じた。

## ディスコグラフィ

### スタジオ・アルバム
- 『カレイドスコープ』 - Kaleidoscope (1999年)
- 『ワンダーランド』 - Wanderland (2001年)
- 『テイスティ』 - Tasty (2003年)
- 『ケリス・ワズ・ヒア』 - Kelis Was Here (2006年)
- 『フレッシュ・トーン』 - Flesh Tone (2010年)
- 『フード』 - Food (2014年)
- Sound Mind (2021年)

### ライブ・アルバム
- Live in London (2014年)
- Live from Metropolis Studios (2015年)

### コンピレーション・アルバム
- 『ザ・ヒッツ』 - The Hits (2008年)